# علی حمزه‌ای
علی حمزه‌ای (زاده ۱۳۲۵) نماینده مردم اسدآباد همدان در مجلس شورای اسلامی دوره نخست بود که در انتخابات میاندوره ای سال ۱۳۶۱ به مجلس راه یافت تا کرسی خالی فتعلی صاحب الزمانی را پر کند که در آبان ۱۳۶۰ در سانحه رانندگی درگذشته بود. او در زمان انتخاب دارای مدرک سیکل داشت و موفق شد ۳۳٬۱۴۱ رای برابر با ۵۳٫۵۰ درصد را برای ورود به مجلس اخذ کند.